# Kapronca vára
Kapronca vára (horvátul: Utvrda Koprivnica) egy várhely Horvátországban, Kapronca városában.

## Fekvése
A város központjában a mai városi park helyén állt.

## Története
A szabálytalan négyszögletű, sarkain bástyákkal erősített vár a török ellen épült a 16. században a híres itáliai építész Domenico Allio tervei szerint. Az építész nagyméretű, reneszánsz erődöt tervezett négy bástyával és négy ravelinnnel, melyet a meglevő vár és a település köré építettek. A várat a tüzérségellenes hadviselés legmodernebb eredményeivel összhangban építették. Az építés a 16. század közepén kezdődött, itáliai és németalföldi mesterek  irányításával még ötven évig tartott. Az anyagiakat a császári haditanács, a munkaerőt a horvát szábor biztosította. 
Mire a 17. században elkészült a Dráva és Száva közének egyik legerősebb vára volt. A négy bástya közül a keletre néző a Đurđevački (St. Georgen Pastein), a vele átellenes bástya a Župski (Pfarrpastein), az északnyugati a Dvorski (Schlosspastein), a vele átellenben fekvő pedig mivel a templom közelében állt a Crkveni
(Kürschepastein) nevet kapta. Elkészülte után a hadihelyzet úgy alakult, hogy a török veszély alábbhagyott. Ostromot sohasem kellett kiállnia. A vár léte inkább a városszerkezet kialakulásában játszott szerepet. A váron is több átépítést hajtottak végre. 
A 17. század közepén négy új kavaliert kapott. A bástyák füleit eltávolították és egyenes vonalban alakították ki. A fegyvertár épülete elvesztette korábbi bejárati funkcióját és az épület az újonnan épített bástya oldalszárnyának védelme alá került. A katonai funkcióját elveszített erőd a 19. század közepére fokozatosan tönkrement, ráadásul a város fejlődésének akadálya lett. A 19. század közepén a vár központi részén tágas parkot alakítottak ki, míg más részeit beépítették. Falait a város terjeszkedésével egyidejűleg fokozatosan lebontották.

## A vár mai állapota
A város központja az egykori vár helyén áll. Mára csak egy bástyája és két falmaradványa áll. A ma Fegyvertárnak (Oružana) nevezett épület az egykori vár délkeleti oldalának bejáratául szolgált.